# Amor para adultos
Amor para adultos (título original: Kærlighed for voksne) es una película danesa de 2022, del género thriller, dirigida por Barbara Topsøe-Rothenborg y protagonizada por Dar Salim y Sonja Richter. Estaba basada en la novela Hasta que la muerte nos separe de Anna Ekberg.

## Sinopsis
Leonora (Sonja Richter) descubre que su marido Christian (Dar Salim) la engaña. Ambos tomaran medidas drásticas para conseguir sus fines, demostrando que la línea entre el amor y el odio a veces es muy delgada.

## Reparto
- Dar Salim - Christian
- Sonja Richter - Leonora
- Sus Wilkins - Xenia
- Lars Ranthe - Kim
- Morten Burian - Peter
- Susanne Storm - Kassandra
- Mads Kruse - Carl